# Triandria
Triandria (griechisch Τριανδρία [trianˈðria] (f. sg.)) ist ein Gemeindebezirk der griechischen Gemeinde Thessaloniki in der Region Zentralmakedonien nordöstlich der Innenstadt in der Nähe der historischen Altstadt (Ano Polis und Eptapyrgos). Von 1934 bis 2010 war Triandria eine eigenständige Gemeinde, ab 1982 als Stadtgemeinde (dimos).
Im Gebiet von Triandra siedelten sich 1915 Vertriebene Griechen aus Kleinasien (der heutigen Türkei) erstmals an. 1917 fanden viele Bewohner von Thessaloniki, die die Stadt nach dem Großbrand vom 5. August 1917 verlassen mussten, eine neue (provisorische) Bleibe im Gebiet von Triandria. 1919 kamen erneut Vertriebene bzw. Einwanderer aus den Gebieten der damaligen Sowjetunion nach Triandria und ließen sich dort nieder. 1922 kam es zu einem erneuten Wachstum von Triandria durch die Ansiedlung griechischer Flüchtlinge aus Kleinasien, welche nach der griechischen Niederlage im Griechisch-Türkischen Krieg von 1922 im Rahmen des sogenannten „Bevölkerungsaustausches“ ihre Heimat in Kleinasien verlieren. 1929 hat Triandria eine Einwohnerzahl von ca. 3000. Aufgrund des provisorischen Charakters der Siedlung in den 1920er und 1930er Jahren verfügte Triandria weder über eine geregelte Müllentsorgung noch über eine Kanalisation oder über eine feste Verkehrsanbindung mittels Straßen oder öffentlichem Nahverkehr.
Triandria hatte 1981 10.637 Einwohner, 1991 11.822 und 2001 9.986 Einwohner (alle Angaben nach Volkszählungen).